# Лангенапель
Лангенапель (нем. Langenapel) — община в Германии, в земле Саксония-Анхальт. 
Входит в состав района Зальцведель. Подчиняется управлению Бетцендорф-Дисдорф.  Население составляет 252 человека (на 31 декабря 2006 года). Занимает площадь 4,55 км².